# Branneryt
Branneryt – minerał z gromady tlenków.
Należy do grupy minerałów bardzo rzadkich.
Nazwa pochodzi od nazwiska amerykańskiego geologa G. Brannera (1850-1922). 

## Charakterystyka

### Właściwości
Zazwyczaj tworzy kryształy o pokroju słupkowym – izometryczne. 
Występuje w postaci nieprawidłowych ziarn czasami obtoczonych.  Jest nieprzezroczysty, w cienkich płytkach przeświecający –zielonawożółto. Rozpuszcza się  w gorącym kwasie azotowym i siarkowym. Jest silnie promieniotwórczy. Zawiera od 30 do 45% uranu i od 0,3 do 4% toru. Jest podobny do allanitu. Tworzy odmiany polimorficzne.

### Występowanie
Został znaleziony w piaskach złotonośnych (aluwiach) w Idaho w USA. Występuje w pegmatytach, a w większych ilościach w niektórych złożach hydrotermalnych.  
Najczęściej współwystępuje z takimi minerałami jak: ilmenit, skalenie, apatyt, cyrkon. 
Miejsca występowania:
- Kanada - Blind River; Francja - Chateau-Lambert; Maroko - Bou Azzer, Tichka; Hiszpania - Hornachuelos; Australia, RPA.

W Polsce występuje tylko w żyle kwarcowej w rejonie Wołowej Góry w Karkonoszach.

### Zastosowanie
- ruda uranu.